# شيلتون جونسون
شيلتون جونسون (بالإنجليزية: Shelton Johnson)‏ هو لاعب كرة قدم أمريكية أمريكي، ولد في 16 يوليو 1990 في كارولتون في الولايات المتحدة.